# 마리오데비보박사쌀쥐
마리오데비보박사쌀쥐(Cerradomys vivoi)는 비단털쥐과에 속하는 남아메리카 설치류의 일종이다. 브라질 동부의 바이아주와 고이아스주, 세르지피주에서만 발견되며, 이전에는 테라스쌀쥐에 속하는 종으로 분류되었다.